# 21st Century Breakdown (песня)
«21st Century Breakdown» — четвёртый сингл американской рок-группы Green Day из альбома 21st Century Breakdown.

## Музыкальные видео
Режиссёром видео на песню «21st Century Breakdown», снятого в сентябре 2009 года, стал Марк Уэбб. В Интернете премьера состоялась 19 октября 2009 на MTV.

## Список композиций
Все тексты написаны Billie Joe Armstrong, вся музыка написана Green Day.
| №                   | Название                            | Длительность |
| ------------------- | ----------------------------------- | ------------ |
| 1.                  | «21st Century Breakdown»            | 5:09         |
| 2.                  | «Last of the American Girls» (live) | 3:54         |
| Общая длительность: | Общая длительность:                 | 9:03         |

## Чарты
| Чарт (2009)          | Высшая позиция |
| -------------------- | -------------- |
| French Singles Chart | 41             |
| Japan Hot 100        | 92             |
| German Singles Chart | 71             |
| Danish Singles Chart | 3              |

## Участники записи
- Билли Джо Армстронг - вокал, соло-гитара, клавишные
- Майк Дёрнт - бас-гитара, бэк-вокал
- Тре Кул - ударные, перкуссия